# مرقد حمزة الكاظم (كاشمر)
مرقد حمزة الكاظم (بالفارسية: امامزاده سیدحمزه) هو مرقد شيعي ومسجد تاريخي يعود إلى الدولة الصفوية، ويقع في كاشمر. يضم قبر الحمزة بن موسى الكاظم، والحديقة والمقبرة العامة. وتم تسجيل هذا المرقد في 31 مايو 2003 مع رقم تسجيل 8738 باعتباره أحد التراث الوطني الإيراني.

## التاريخ والوصف
يُنسب مسجدان ومرقدان لابني موسى الكاظم في كاشمر، أهمهما هو حمزة الكاظم، يقع في حديقة وسط المدينة ولهذا يعرف محليًا بـ«باغ-مزار»، وله قبة عالية من الزخارف القاشانية الخضراء وإيوان به مرايا ومأذنتين. يقع هذا الضريح على منصة عالية وتشمل زخارفه بلاط موزاييك ومرايا وعناصر زخرفية أخرى. تعود معظم التغييرات في المبنى إلى عام 1399 هـ/ 1979م وجرى ترميمه بجهود المهندس فتحي، الذي أعاد بناء الضريح بممتلكاته الخاصة.